# Blechrahmen
Ein Blechrahmen ist eine spezielle Bauform des Lokomotivrahmens und wurde gegenüber dem ebenfalls in der Dampflokomotivtechnik verwendeten Barrenrahmen als einfachere Blechkonstruktion ausgebildet. Hatten die Barrenrahmen eine Rahmenbreite von etwa 100 mm, waren die Blechrahmen bei anspruchsvollen Konstruktionen um die 28 mm stark. Zur Entwicklung der unterschiedlichen Rahmenformen kam es, weil die Masse der Lokomotiven ständig vergrößert wurde. So betrug die vorgeschriebene Gesamtmasse beim Lokomotivrennen von Rainhill noch 6 t, die Lokomotive Badenia aus dem Jahr 1842 wog bereits 16,2 t. Leistungsfähige Lokomotiven aus der Zeit um 1900 hatten hingegen eine Masse von etwa 80 t. Im Gegensatz zu Barrenrahmen wurden Blechrahmen auch bei Diesel- und Elektrolokomotiven verwendet. Blechrahmen sind in der Herstellung billiger als Barrenrahmen.

## Verwendung bei den verschiedenen Traktionsarten

### Verwendung bei Dampflokomotiven

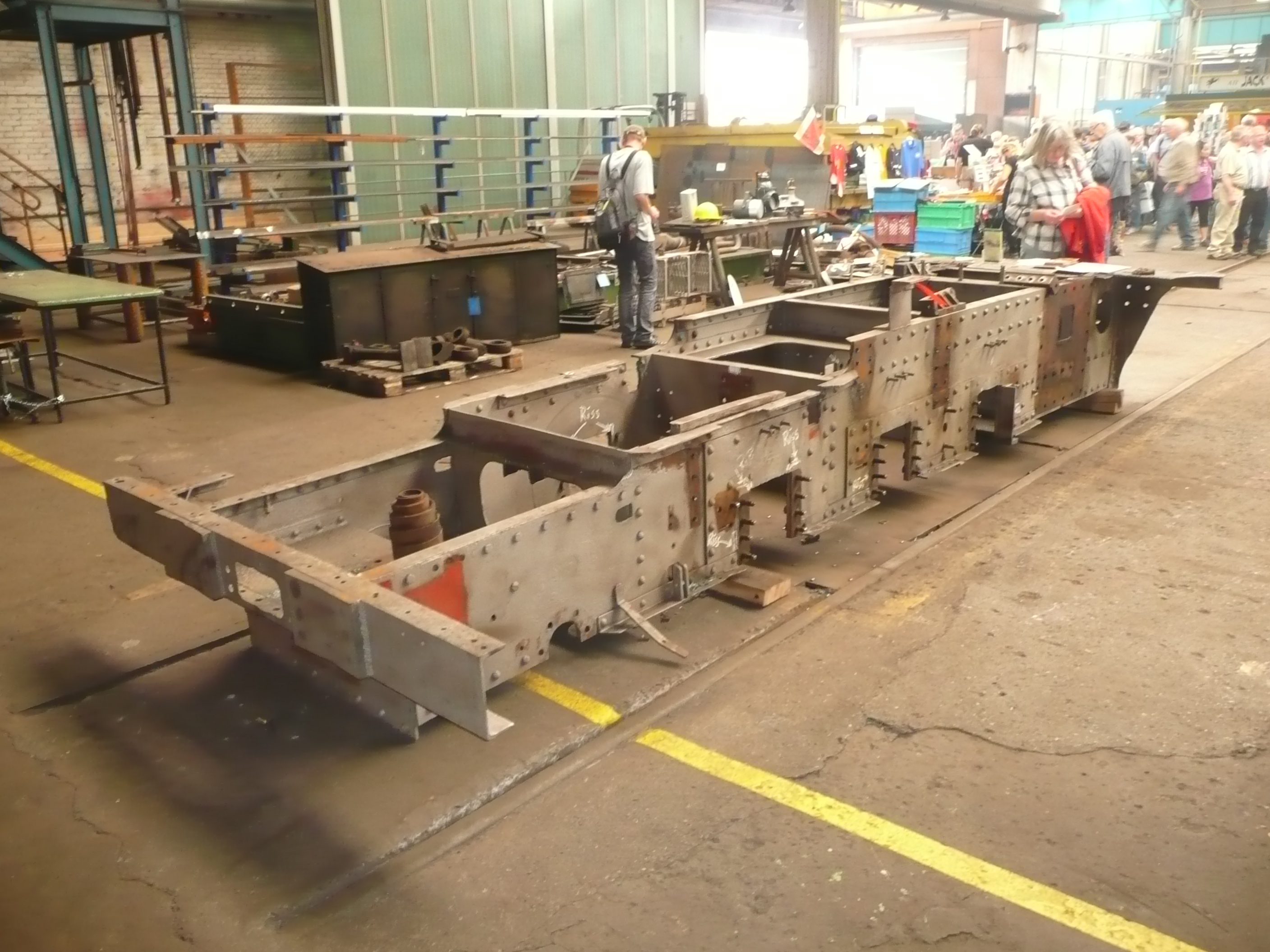
Original-Blechrahmen einer Heeresfeldbahnlokomotive HF 110 C in Nietkonstruktion

Mit Blechrahmen waren alle Dampflokomotiven aus der Zeit vor 1900 ausgerüstet, nachdem man erkannt hatte, dass die Holzrahmen der ersten Lokomotivkonstruktionen nur geringe Belastungen zuließen und nicht dauerhaltbar waren. Zum Ende der Länderbahnzeit wurden Lokomotiven mit Blechrahmen bei Reihen verwendet, die geringeren Belastungen ausgeliefert und als Zweizylindermaschinen ausgebildet waren. Es hat zudem bei Lokomotiven im anspruchsvollen Schnell- und Güterzugdienst Konstruktionen mit Blechrahmen gegeben. Herausragendes Beispiel sind hier die Klasse C und die Klasse K der Königlich Württembergischen Staats-Eisenbahnen, die sich im Betriebsdienst durchaus bewährten und auf eine Einsatzzeit von etwa 40 Jahren kamen. Diese und andere Konstruktionen benötigten besondere Wartungsausschnitte für die inneren Triebwerke. Es gab lange Vorbehalte wegen der Elastizität des Rahmens, die beim Barrenrahmen größer war.
Mit dem Bau der DR-Baureihe 52 wurde bei der Deutschen Reichsbahn eine Lokomotive für höhere Belastungen mit einem Blechrahmen, zuerst noch in geschraubter Ausbildung, ausgeführt. Hier führten Kostengründe und die vorgesehene kurze Einsatzzeit zum Umdenken. Lokomotiven dieser Ausführung haben sich im Betriebsdienst durchaus bewährt, und bei der Rekonstruktion der Baureihe 52 zur DR-Baureihe 52.80 wurden nur Lokomotiven mit Blechrahmen herangezogen. Als nach dem Zweiten Weltkrieg die Neubaulokomotiven mit überwiegend Zweizylindertriebwerk erschienen, wurde bei diesen Lokomotiven nur noch Blechrahmen in Schweißbauweise verwendet.

### Verwendung bei Elektrolokomotiven

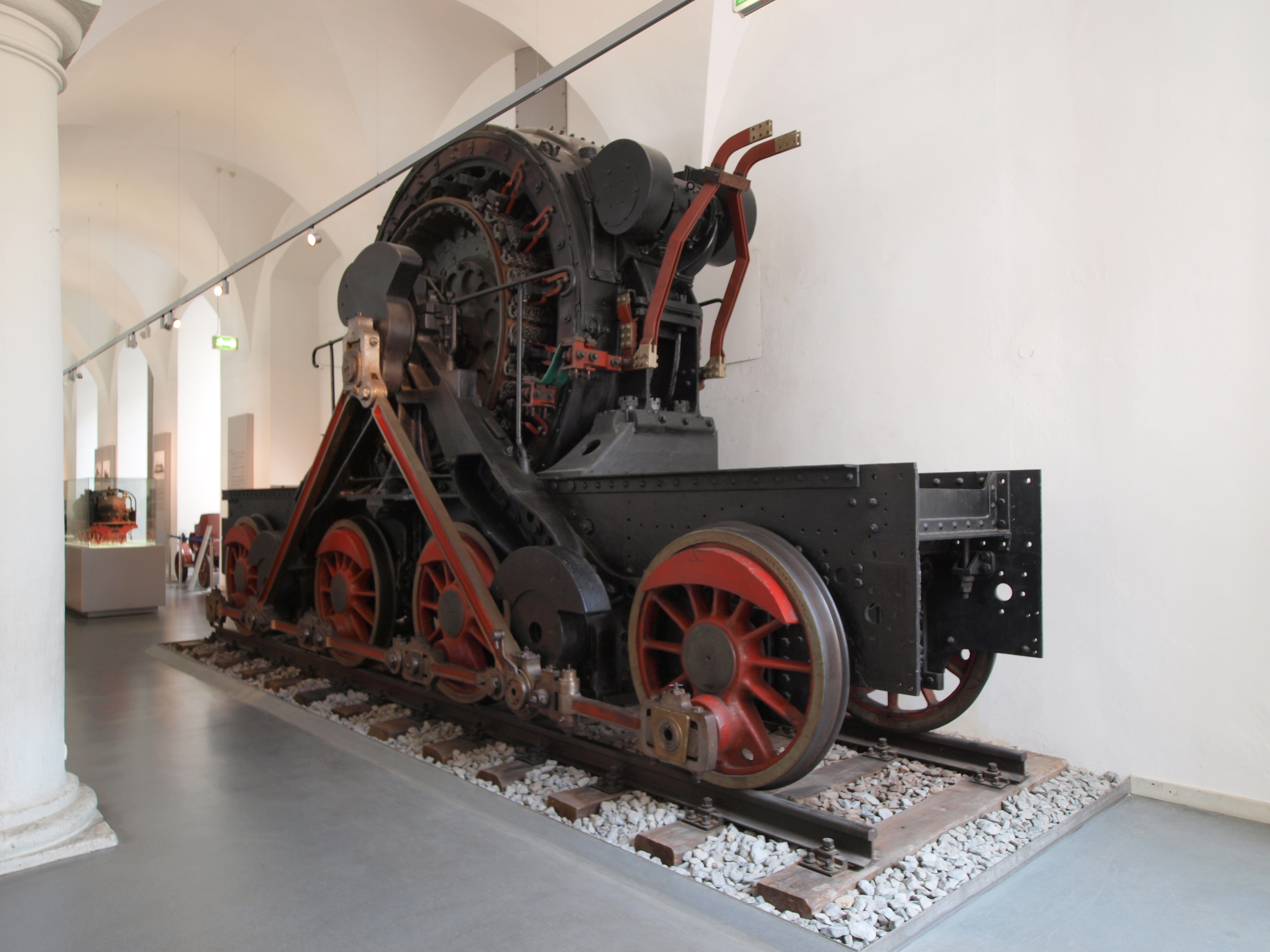
Typische Blechrahmenkonstruktion bei der Elektrolokomotive E 50 42

Auf dem Foto ist ein Blechrahmen von Einrahmenlokomotiven zu sehen, die so bei den frühen elektrischen Lokomotiven mit Stangenantrieb bis gegen Ende der 1920er Jahre verwendet wurde. Die Umstellung auf Einzelachsantriebe erforderte in der Folge die Verwendung von Außenrahmen. So war der Rahmen für die E 19 mit 25 mm starken durchgehenden Trägern und Querverbindungen vollständig geschweißt und trug die Aufbauten, den Transformator, die Fahrmotoren und die Hilfsmaschinen, die mit dem Zentralrahmen verschraubt wurden.
Bei späteren Konstruktionen von Drehgestelllokomotiven wurden die Rahmen als Brückenrahmen ausgeführt und hatten außer den genannten Aufbauten noch Querträger für die Abstützung auf den Drehgestellen. Zu Anfang trug der Rahmen das Fahrzeug allein, später wurden Bodenrahmen und Kastenaufbau als gemeinsame, selbsttragende Konstruktion ausgeführt. Diese Fahrzeuge hatten ein durchgehendes Bodenblech, wodurch sich die notwendige Festigkeit ergab. Die Verschweißung von Bodenrahmen und Kastenwänden ermöglichte eine gemeinsame Aufnahme der vertikalen (durch die Last der Lokomotive) und horizontalen (durch die Belastung im Fahrbetrieb) Kräfte. Das zeigen die Lokkästen z. B. der DR-Baureihe 243, die zur Verstärkung der Seitenwände Sicken erhielten. Für die Langträger und die Träger des Transformators der DB-Baureihe 151 wurden gewalzte Vierkantprofile verwendet.
Heutige Lokomotiven besitzen einen selbsttragenden Wagenkasten in Schweißkonstruktion. Die tragenden Teile des Lokkastens sind senkrechte und schräge Profile. Die Außenhaut dieser Maschinen besteht wie bei der DB-Baureihe 101 nur noch aus 3 mm Blechstärke.

### Verwendung bei Diesellokomotiven
Die Rahmen der meisten neuzeitlichen Diesellokomotiven sind als Schweißkonstruktion ausgebildet. Unterschiede gab es in der Ausführung der Lokomotiven als Vorbau- oder als Kastenlokomotive. Bei den Vorbaulokomotiven wie der DR-Baureihe V 60 ist der Rahmen eine Schweißkonstruktion, bestehend aus Rahmenwangen, Querversteifungen, Achslagerung und Blindwellenlagerung. Die Pufferbohlen sind an den Enden des Rahmens angeschraubt. Die Aufbauten sind mit dem Rahmen verschraubt, damit die den Rahmen belastenden Kräfte nicht auf die Antriebsanlage weitergeben werden können.
Bei den Kastenlokomotiven sind der Brückenrahmen und der Kastenaufbau fast ausschließlich wie bei der V 200 als geschweißte Blechträgerkonstruktion ausgeführt. Der Ursprung dieses Konstruktionsprinzips stammt von dem Triebwagenbau aus den 1930er Jahren. Hier sind der Lokkasten mit dem Rahmen zusammen eine tragende Einheit. Der Lokkasten ist mit Blechen einer Blechstärke von lediglich 2 mm beblecht. Die Antriebseinheit wurde auf separaten Tragrahmen montiert, die Kraftstofftanks am Rahmen verschraubt.

## Herstellungsbesonderheiten

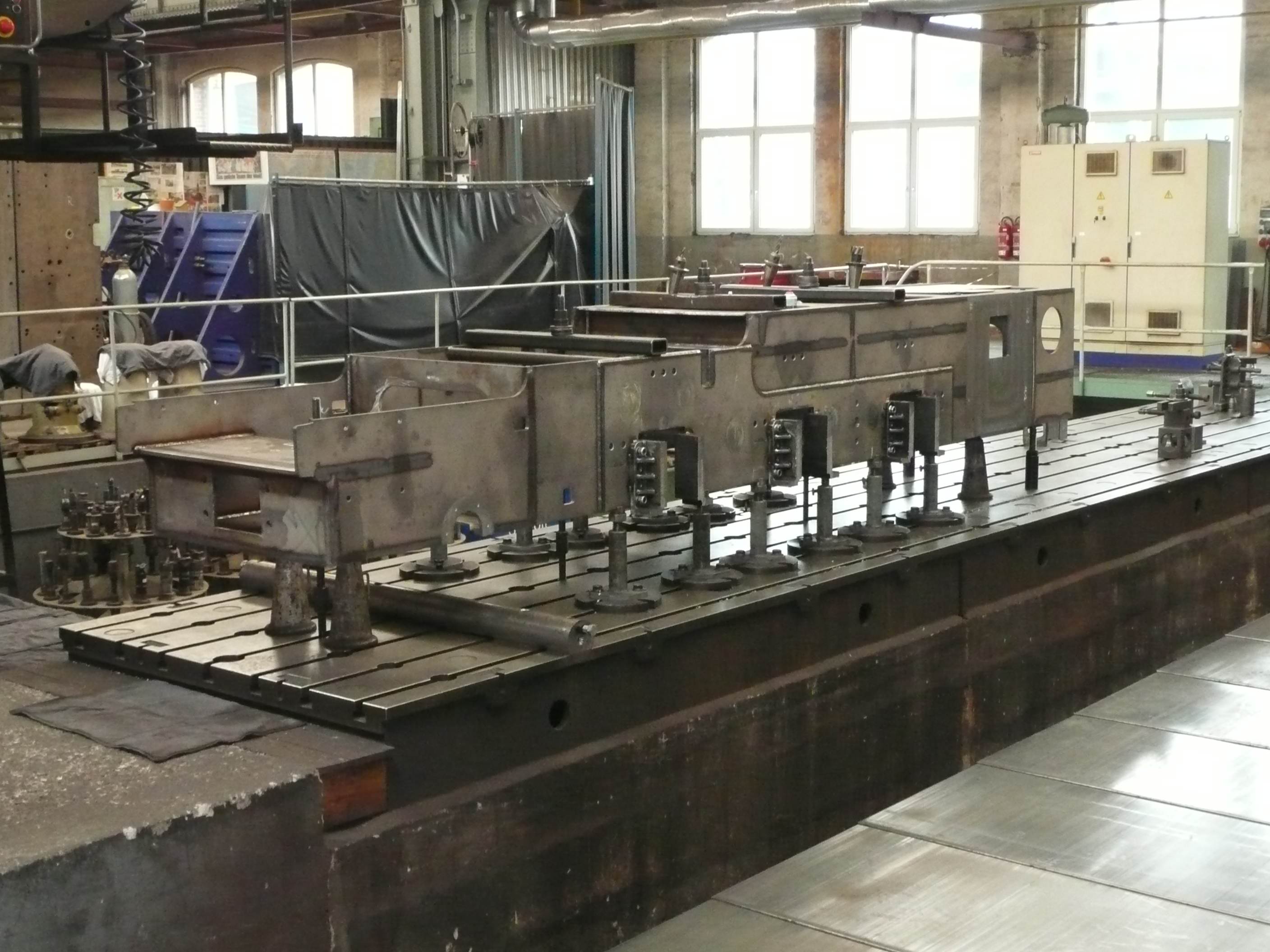
Foto eines Blechrahmens der Heeresfeldbahnlokomotive HF 110 C als Ersatzbau in Schweißkonstruktion

Ein Aufbau des Blechrahmens wird hier anhand des Rahmens der Baureihe 17.8 der Königlich Sächsischen Staatseisenbahnen beschrieben. Die Rahmenwangen hatten eine Stärke von 30 mm und eine größte Höhe von 950 mm. Die Rahmenwangen wurden weit auseinandergelegt, die größte lichte Weite betrug 1250 mm. Die hohen Weite wurden gewählt, um Raum für einen möglichst breiten Stehkessel zu gewinnen. Die lichte Weite war so groß gewählt worden, dass die Rahmenwangen bis zu 25 mm Abstand bis zur Radreifenebene hatten. Im Bereich des vorderen Drehgestelles wurde die lichte Weite auf 1070 mm eingezogen.
Die Rahmenwangen wurden mit der Pufferbohle, den Zylindern, den Achslagerführungen, mehreren Querstreben und Pendelblechen, der Führerhaushalterung sowie dem Kuppelkasten für den Tender verbunden. Anfangs wurde die Rahmenteile vernietet, bei der DR-Baureihe 52 wurden sie verschraubt, und nach dem Zweiten Weltkrieg geschah die Fertigung in Schweißbauweise. Die Herstellung im Schweißverfahren ist von der Herstellung aller Lokomotivrahmen die effektivste und billigste Methode, durch die relativ große Blechdicke ist der Schweißverzug nicht unerheblich, was sehr viel Erfahrung bei der Bearbeitung voraussetzt. Durch die Schweißung war die gesamte Rahmenkonstruktion starrer, was sich bei schlechten Gleisverhältnissen negativ auf den Rahmen auswirken konnte. Durch die geringere Blechdicke gegenüber dem Barrenrahmen kamen die Blechrahmen im Allgemeinen ohne größere massesparende Ausschnitte aus.

## Instandhaltungsbesonderheiten
Zu jeder planmäßigen Untersuchung, die alle 1,5 Jahre im Ausbesserungswerk durchgeführt wurde, mussten die sandgestrahlten Rahmen auf den Zustand begutachtet und die entsprechenden Arbeitsschritte festgelegt werden. Die häufigsten Fehlerursachen waren naturgemäß die Schweißnähte mit der größten Belastung und der geringsten Schweißnahtlänge. Das waren in erster Linie die Verbindungen mit den Achslagergleitbacken. Rahmenrisse waren keine Seltenheit, besonders gern traten sie an den Achsausschnitten bei kleinen Abrundungen auf. Risse mussten angezeichnet und ausgeschweißt werden. Die Achsgabelstege mussten angepasst und die Bohrungen für die Passschrauben aufgearbeitet werden. Nach der Aufarbeitung musste der Rahmen vermessen werden.
Außerplanmäßige Ereignisse wie eine Entgleisung oder ein Auffahrunfall hatten eine außerplanmäßige Instandhaltungsstufe mit einer Rahmenbegutachtung und Vermessung zur Folge.